# Кумерио
„Кумерио“ (Cumerio) е белгийска компания, съществувала през 2005-2008 г.
През този период тя е сред водещите производители на мед и медни изделия в Европа. Кумерио е образувана през април 2005 година след отделянето на относително нискорентабилното медодобивно производство на групата Юмикор в самостоятелна компания.
В дейността на компанията са включени първична металургия, рафиниране и рециклиране на медни продукти и производство на медна жица, пръти и заготовки. Кумерио има общ производствен капацитет на медни продукти от над 500 000 тона годишно. Седалището на Кумерио се намира в Брюксел, Белгия, като компанията притежава производствени звена в Белгия (Олен), България (Кумерио Мед, Пирдоп) и Италия (Авелино). През 2005 година в Кумерио работят около 1560 служители, а оборотът на компанията е 2 милиарда евро.
През декември 2008 година Кумерио е купена от германската компания Норддойче Афинери, която малко по-късно приема името Аурубис. Новообразуваната група е най-големият производител на мед в Европа.